# Chrysogaster pilocapita
Chrysogaster pilocapita är en tvåvingeart som beskrevs av Hull 1944. Chrysogaster pilocapita ingår i släktet ängsblomflugor, och familjen blomflugor. Inga underarter finns listade i Catalogue of Life.